# 50722 Sherlin
50722 Sherlin è un asteroide della fascia principale. Scoperto nel 2000, presenta un'orbita caratterizzata da un semiasse maggiore pari a 3,0069986 au e da un'eccentricità di 0,1083273, inclinata di 12,02649° rispetto all'eclittica.
L'asteroide è dedicato al meteorologo statunitense Jerry Sherlin.